# Melchior Berri

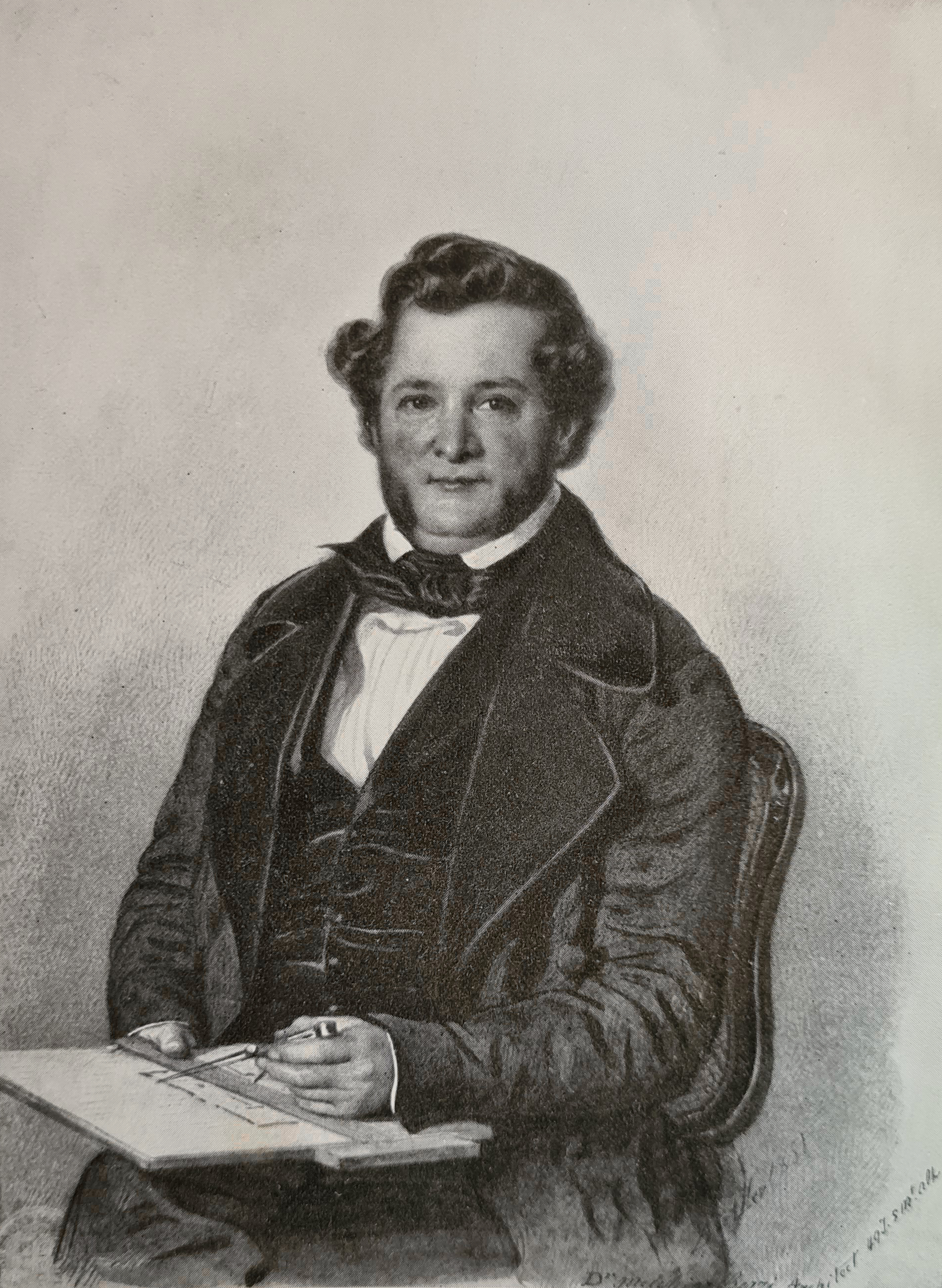
Melchior Berri, Porträt von Johann Friedrich Dietler (1851)

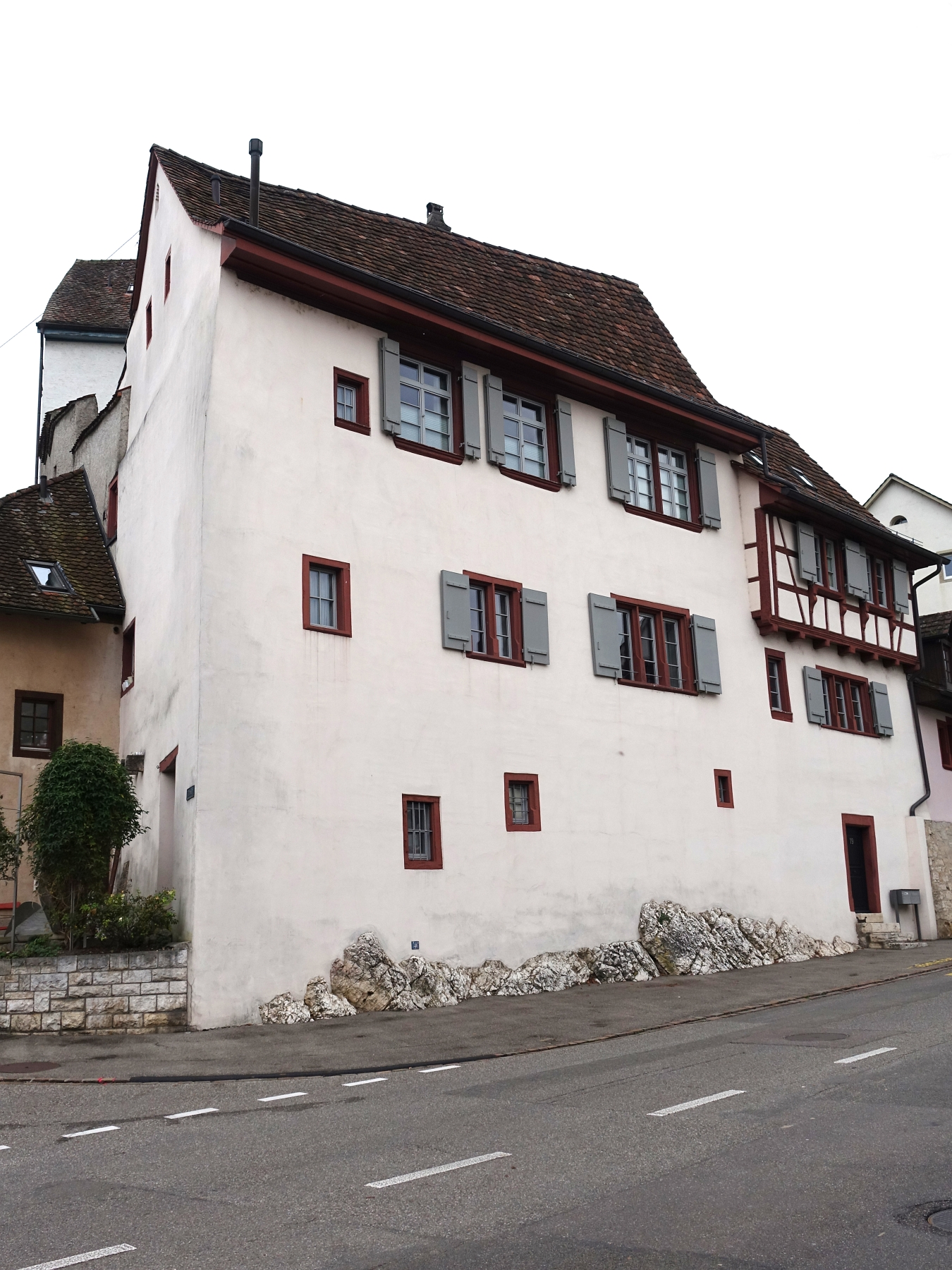
Einstiges Pfarr- und Wohnhaus von 1805 bis 1831 der Familie Berri in Münchenstein

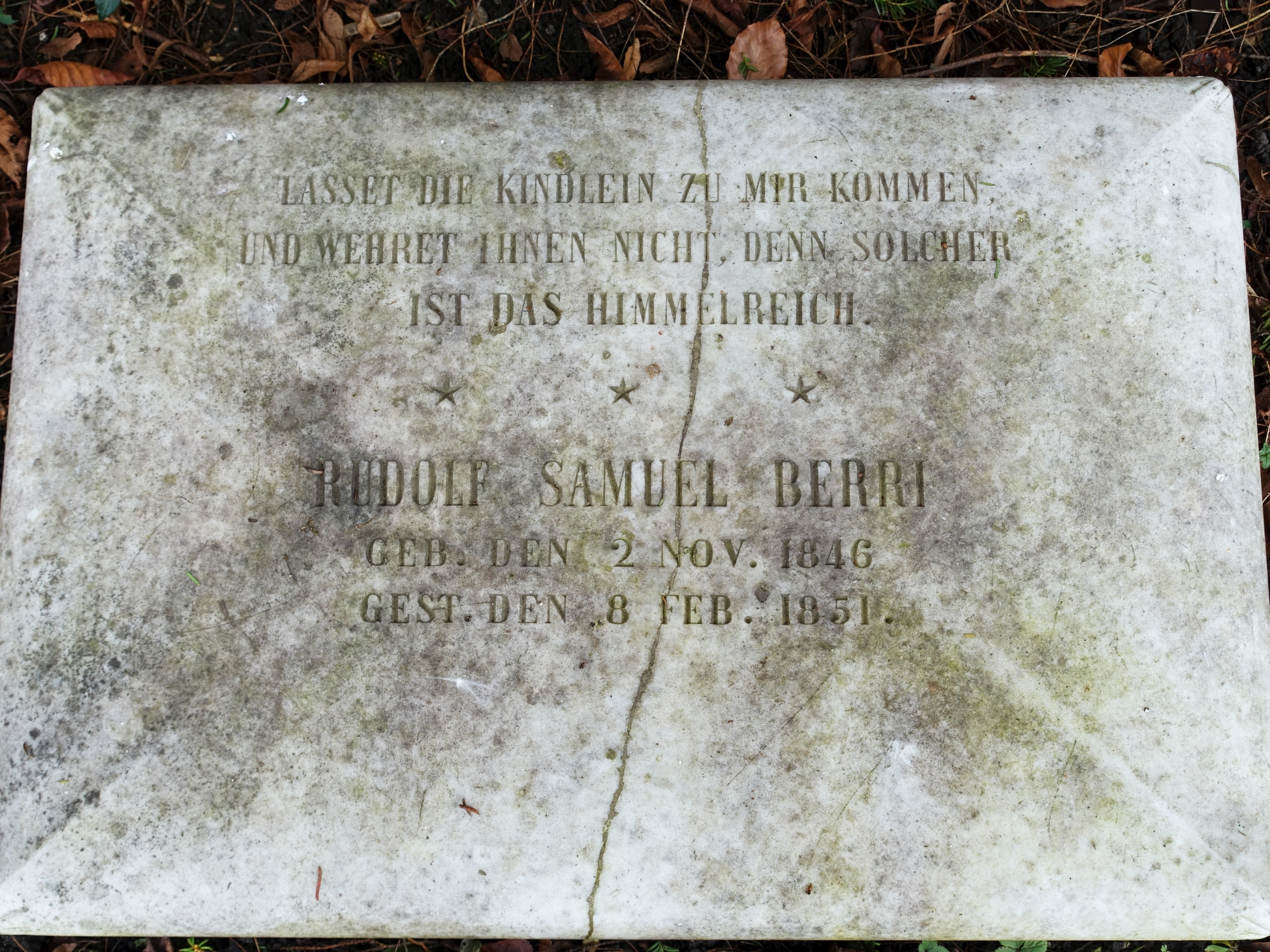
Grab von Melchior Berri auf dem St. Alban-Kirchhof in Basel

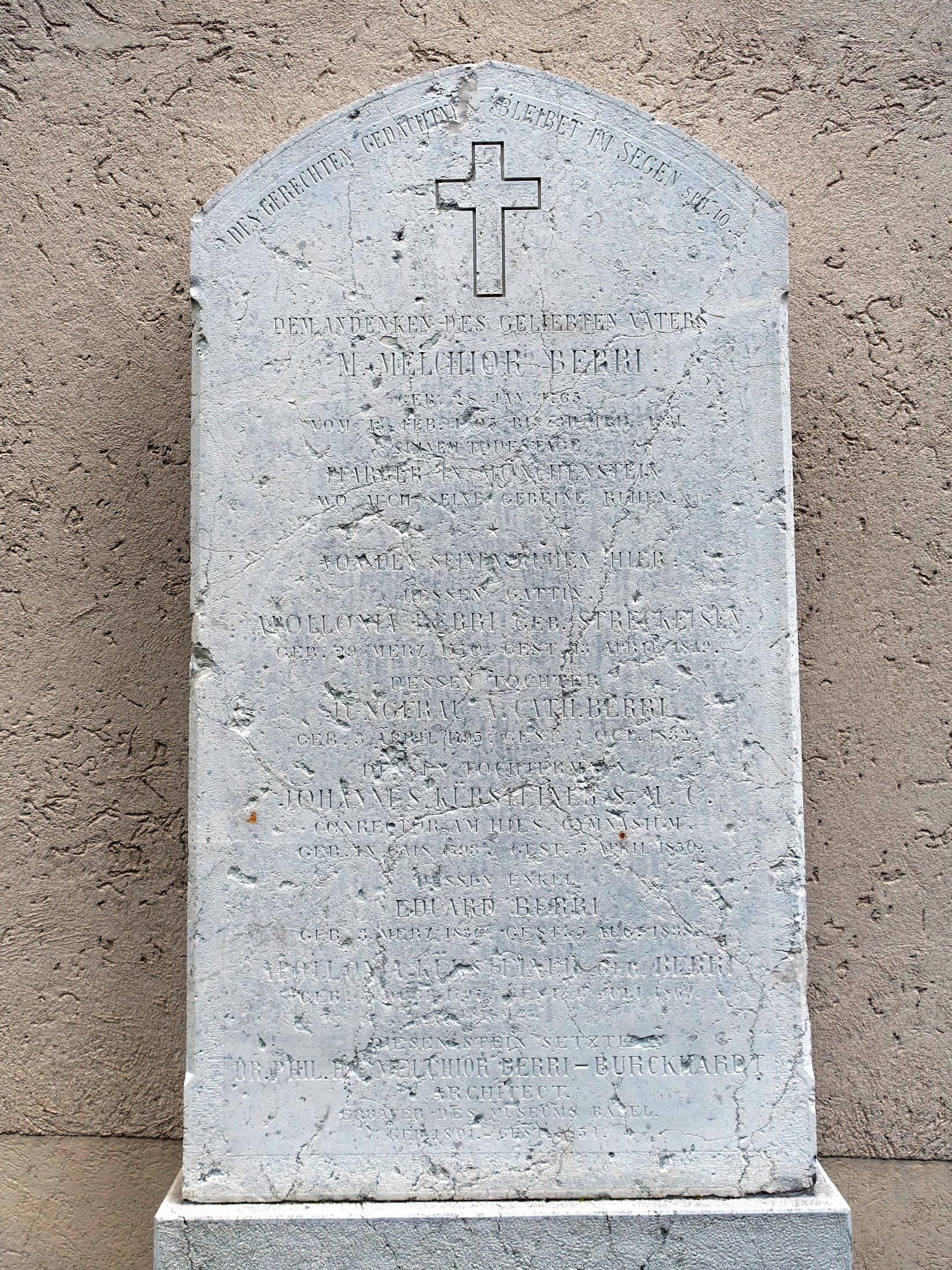
Grabstein der Familie von Melchior Berri in Münchenstein

Melchior Berri (* 20. Oktober 1801 in Basel; † 12. Mai 1854 ebenda) war ein Schweizer Architekt aus Basel.

## Biografie
Melchior Berri wuchs in einem evangelischen Pfarrhaus auf. Er war Sohn des Melchior Berri, Pfarrer in Münchenstein, und der Appollonia geb. Streckeisen. Er wuchs in Basel und Münchenstein auf. Zwischen 1817 und 1823 liess er sich unter anderem beim Architekten Friedrich Weinbrenner in Karlsruhe ausbilden. Danach arbeitete er beim Architekten Jean-Nicolas Huyot in Paris und studierte an der Akademie. Er eignete sich handwerkliche Fertigkeit als Steinmetz, Gipser und Maurer an, übte sich in Landschafts- und Figurenzeichnen und studierte bautechnische Fächer.
1826 reiste er zusammen mit Josef Berckmüller nach Italien. Die Bauten und die Wandmalereien in Pompeji, aber auch die Renaissance-Paläste in Rom interessierten ihn.
1828 eröffnete Melchior Berri in Basel ein Baugeschäft und eine Bau- und Zeichenschule. Seine überregionale Bedeutung verdankt er dem Basler Museum an der Augustinergasse, dem einzigen erhaltenen Monumentalbau, aber auch seinen Entwürfen für ein Zürcher und ein Berner Rathaus. Für die Umgestaltung der Luzerner Quai-, Quartier- und Hotelanlagen hatte Berri 1836 die Pläne gezeichnet. Diese wurden jedoch nicht ausgeführt. 1829 wurde er vom Bauherrn Ludwig August Sarasin mit dem Bau eines Sommerhauses betraut. Sarasin starb 1831 vor Vollendung seines Sommersitzes. Durch Heirat einer seiner beiden Töchter kam das Sommerhaus in den Besitz der Familie Ehinger. Es ist seither als «Villa Ehinger» bekannt. Zu Berris frühen Werken gehörte auch das 1829/1931 erbaute Blömleintheater in der Theaterstrasse in Basel, dessen Reste 1969 ganz verschwanden. Ebenfalls dazu gehört die Abdankungskapelle in der heutigen Rosentalanlage, 1832 erbaut. Sie stand im ältesten Teil des Gottesackers und ist heute das einzige Bauwerk des ehemaligen Begräbnisplatzes. Im selben Jahr baute sich Berri an der Malzgasse ein zweistöckiges Wohnhaus, welches durch einen rückwärtigen Anbau 1842 erweitert wurde.
1832 heiratete Berri Margaretha Salome, geborene Burckhardt. Zusammen hatten sie elf Kinder. Margaretha Salome war die Tochter von Jacob Burckhardt-Schorndorff und Schwester von Jacob Burckhardt. Berri war Mitglied des Basler Grossen Rates sowie der Baukommission und wurde 1841 Präsident des «Vereins Schweizerischer Ingenieure und Architekten» (SIA). Er erwarb als Architekt der neoklassizistischen Stilrichtung über die Schweiz hinaus reichenden Ruhm und wurde als Dr. h. c. Ehrenmitglied zweier britischer Architekturverbände.
Die Spannungen zwischen den Anforderungen an den Bauunternehmer und an den Künstler, aber vielleicht auch die Enge der kleinstädtischen Verhältnisse liessen Berri schwermütig werden, und er nahm sich 1854 das Leben. Bestattet wurde er auf dem St. Alban-Kirchhof neben seinem dritten Sohn Rudolf Samuel (1846–1851). Seine Frau, die 1873 verstarb, wurde auf dem Friedhof Wolfgottesacker beerdigt.
Im Herbst 1998 wurde neben der reformierten Kirche von Münchenstein der von Melchior Berri geschaffene Grabstein für die Pfarrfamilie Berri-Streckeisen wiederentdeckt.
Melchior Berris Schwester Susanna (1796–1882) war die Mutter von Ernst Stückelberg.

## Hinterlassenschaft

### Bauwerke
- Villa Ehinger, im Quartier Neue Welt, Münchenstein, 1829/1832
- Altes Gemeindehaus in Riehen, 1834/1835[8]
- Haus zum Schöneck, Basel, 1840–1842[9]
- Museum für Natur- und Völkerkunde, Basel, 1842–1849
- Ehem. Sarasinsche Bandfabrik (Jugendherberge), Basel, 1850/1851[10]
- Mehrere Gebäude im Botanischen Garten Brüglingen, darunter Orangerie, Scheune und Pächterhaus, 1837–1839 (siehe Brüglinger Ebene)

### Verschiedenes
- Grabmäler
- Erste mehrfarbene Briefmarke, Basler Dybli, 1845
- Briefkästen (Basler Dybli)
- Brunnen (u. a. «Dreizackbrunnen», Basel, 1837)
- Möbelentwürfe[11]

### Abgebrochen
- Stadtcasino Basel, 1821–1824; abgebrochen 1949
- Blömleintheater, Basel, 1829; 1969 abgebrochen
- Bogenschützenhaus, Bern, 1830–1833; abgebrochen
- Eisenbahntor in der Basler Stadtmauer, 1844; abgebrochen 1880

## Literatur

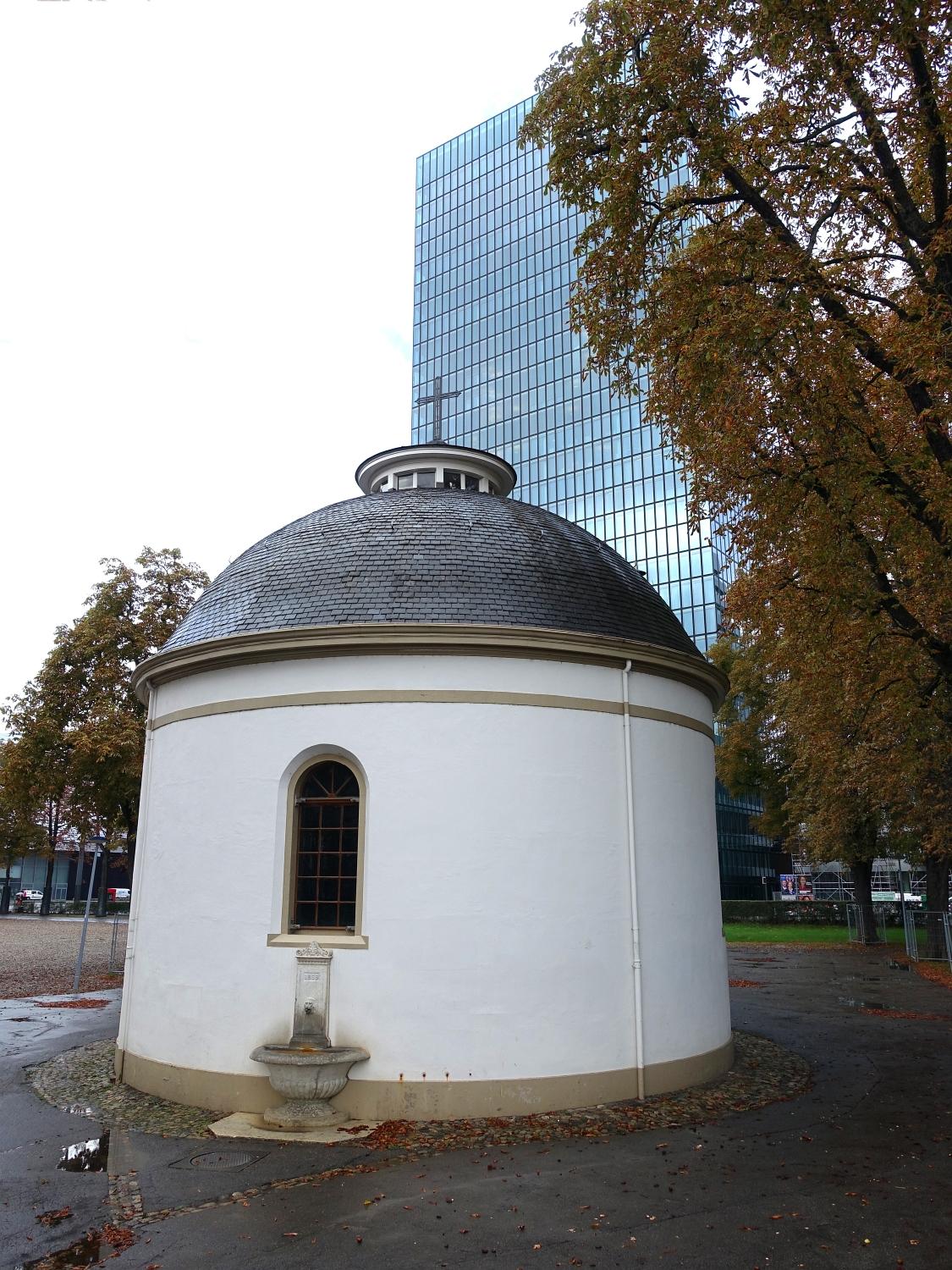
Rosentalanlage
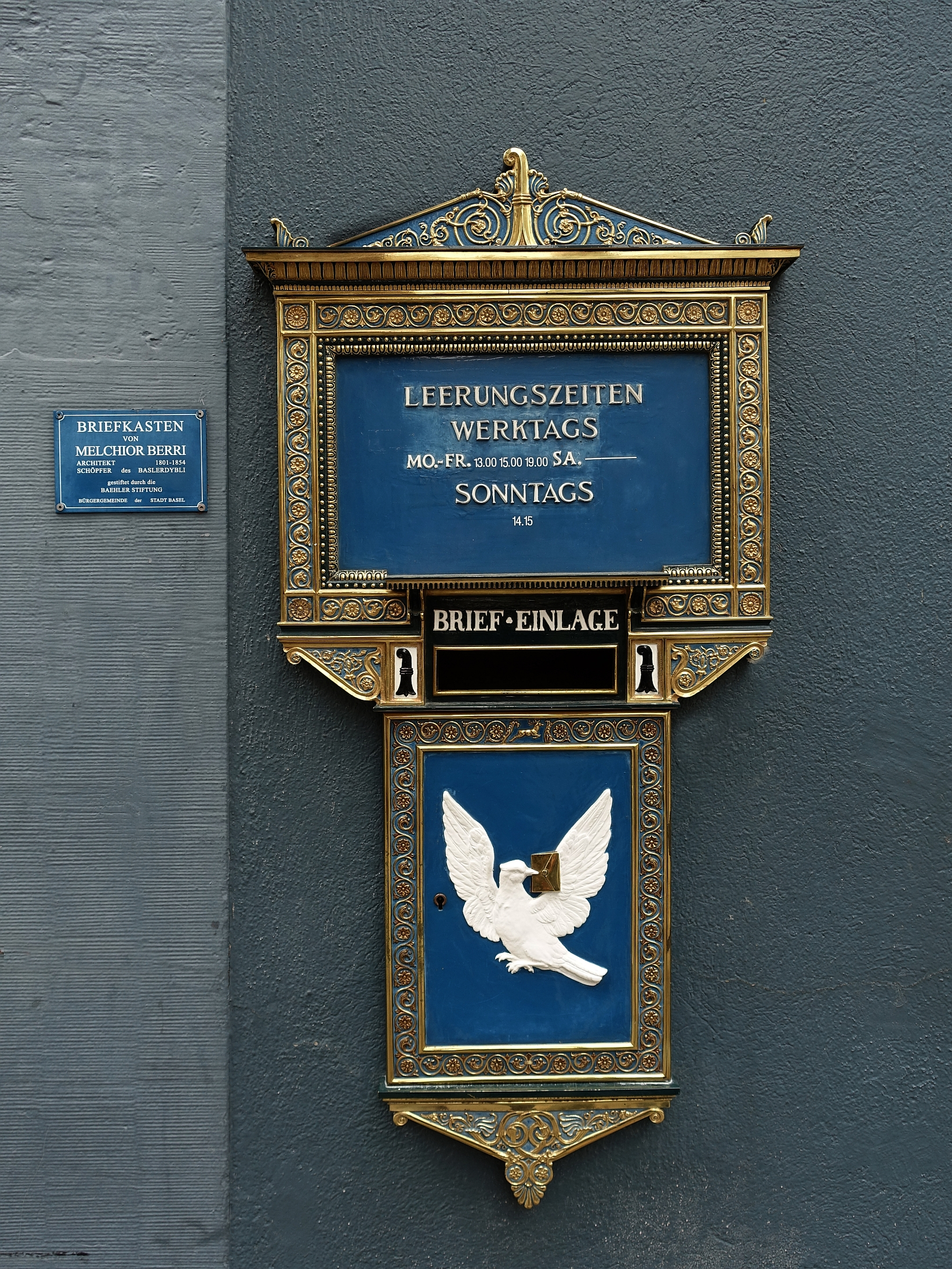
Baslerdybli-Briefkasten
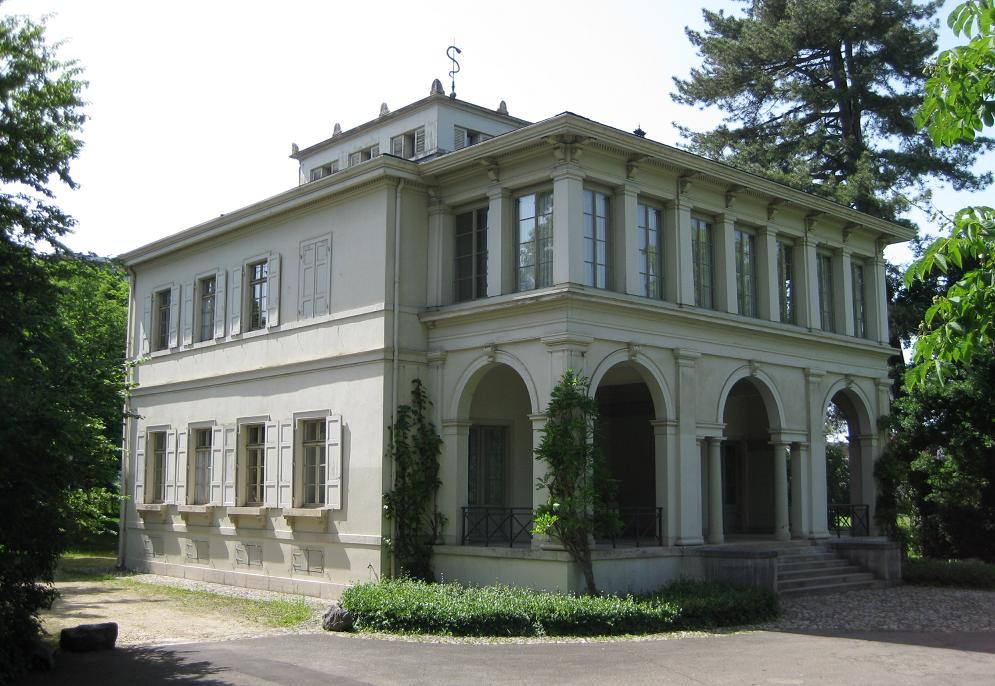
Villa Ehinger (Gymnasium Münchenstein), Münchenstein
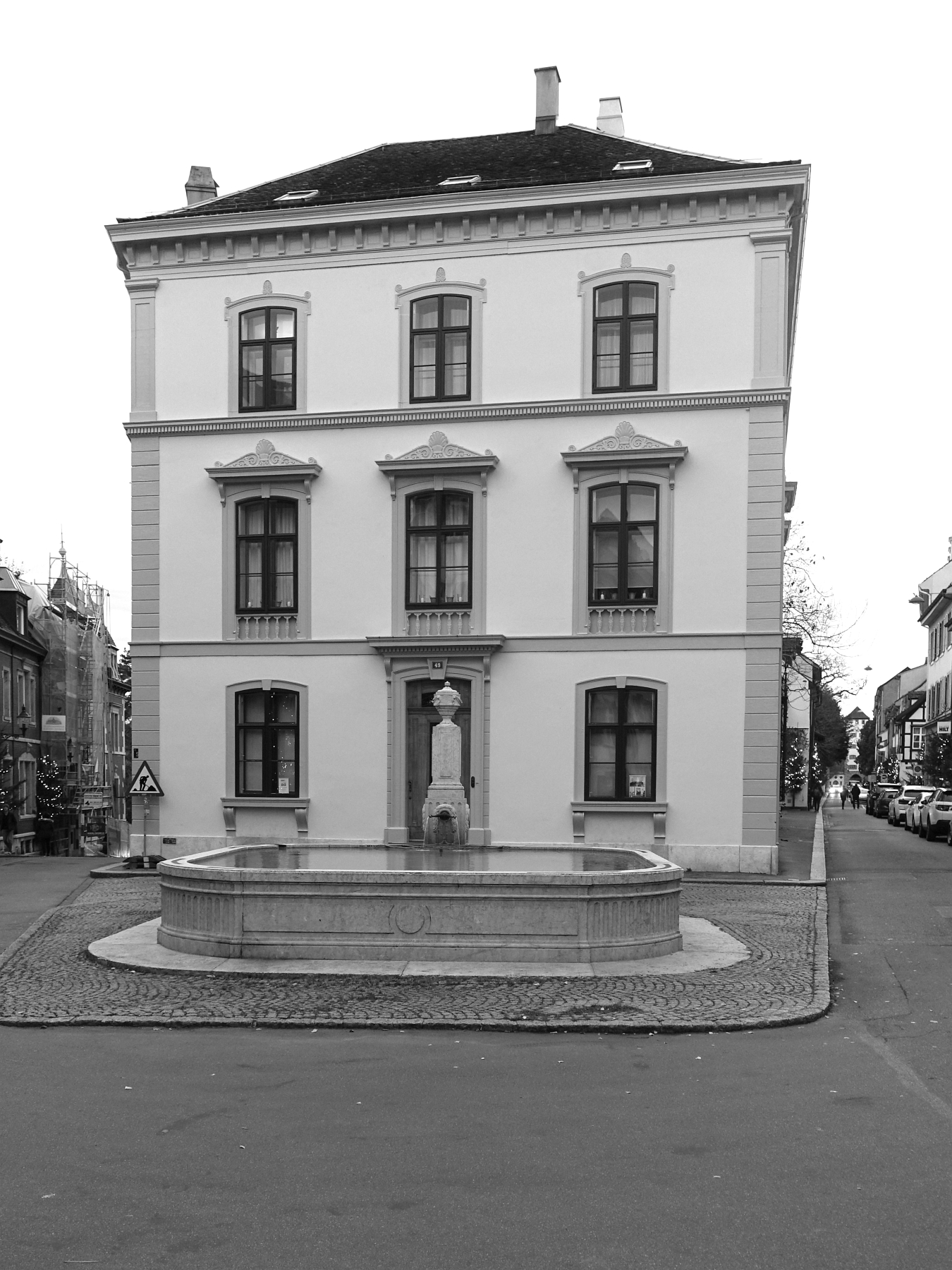
St. Albanvorstadt, Haus Schöneck
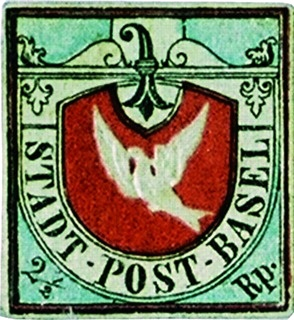
Briefmarke Basler Dybli
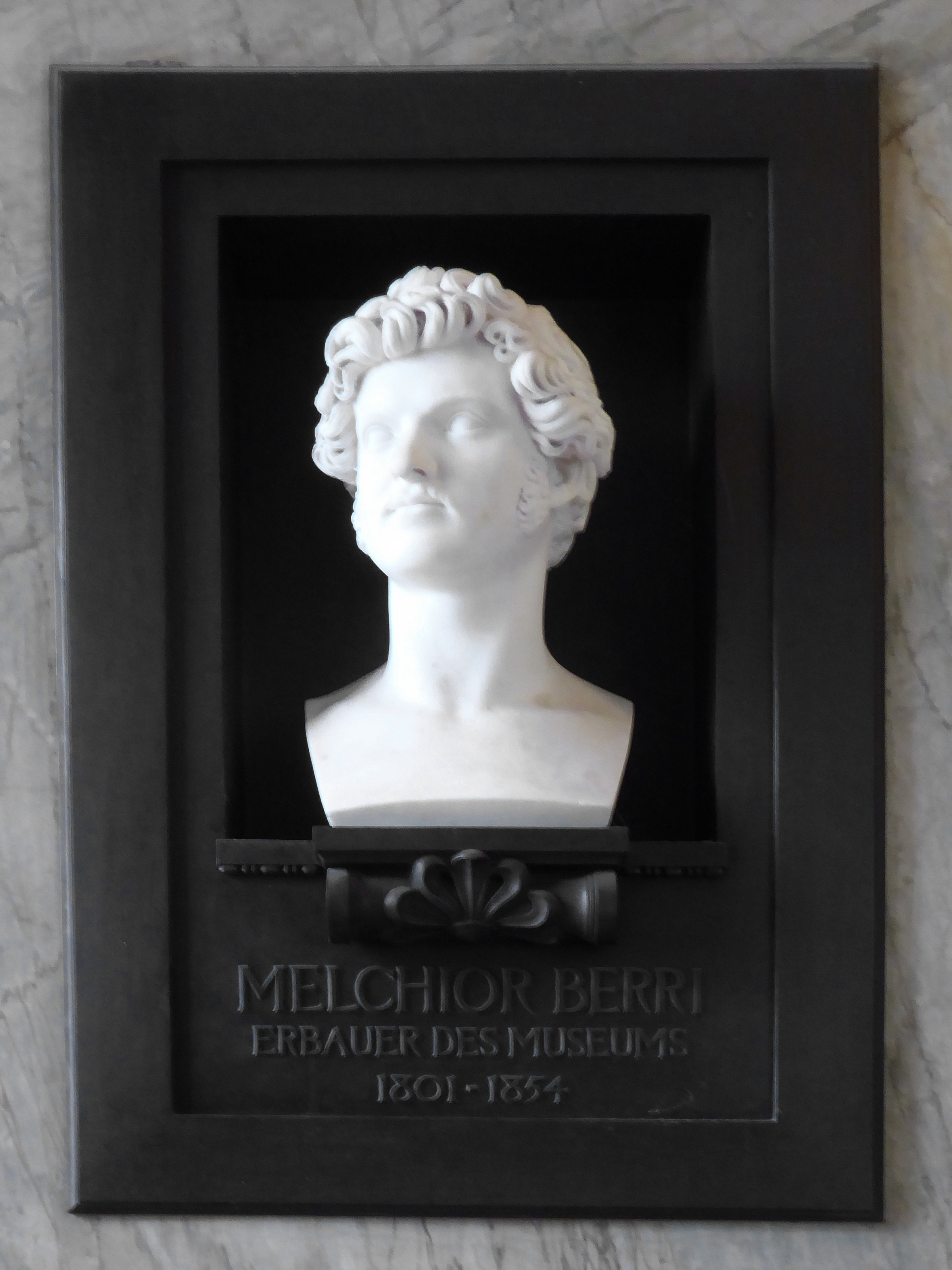
Büste, Museum an der Augustinergasse